# F904i
FOMA F904i（フォーマ・エフ きゅう まる よん アイ）は、富士通によって開発された、NTTドコモの第三世代携帯電話（FOMA）端末である。

## 概要
ディスプレイ部分は先代のF903iを改良した、左右に90度スイングするヨコモーションスタイルとなっている。サイクロイド機構採用により、ディスプレイ部分の角を四角くでき、額縁部の幅を6mmにした事で、販売当初、ワンセグ対応携帯電話では最大の3.1インチフルワイドQVGA液晶を搭載することが可能となった。また、フルワイドQVGA液晶はソニー・エリクソン製端末以外では初の採用となる。また、F903iでは廃されていたサブディスプレイも復活し、0.6インチのモノクロ液晶が搭載されている。ボディの厚さは、F903iより約2mm薄い。
名称にTVの付かない端末では初めてワンセグ視聴に対応。904iシリーズでは唯一のワンセグ対応端末になっている。ただし、録画には対応していない。キーライトは青色である。
外部メモリーはmicroSD（2GBまで：ドコモ発表）対応である。カメラ性能は、CMOS約320万画素（有効画素数:約310万画素）で、デジタル一眼レフカメラにも使われる画像処理エンジンMilbeautを携帯電話に初めて採用した。メインカメラの位置を、F902iSで評判だった、サブ液晶側に移動している。機能面では、オートフォーカス、手ぶれ補正に対応している。テレビ電話用のサブカメラはCMOS約11万画素。
ミュージック専用チップを搭載し、従来よりも長時間の音楽ファイルの再生が可能になった。Windows Media Audio形式の音楽ファイル再生に対応、またデジタル著作権管理 (Digital Rights Management) に対応している事により、Napster等の有料音楽配信サイトの利用もできる。利用には、USBケーブル、Windows XP又はWindows Vista対応パソコン、Windows Media Player10以上が必要となる。
プリインストールiアプリは「SuperボンバーマンG WIDE」、「ケータイ脳力ストレッチング2」、「ゼンリン地図＋ナビF」、「Gガイド番組表リモコン」、「iアプリバンキング」、「DCMXクレジットアプリ」、「ケータイクレジットiD」など。
FOMA 904i シリーズ共通の機能の中では、うた・ホーダイ、2in1に対応した。GPS、3Gローミング (WORLD WING) 対応。ワンセグ対応携帯電話としては業界初の国際ローミング（W-CDMAのみ）対応機種である。
近年の富士通製端末と同様に指紋認証センサーを搭載し、プライバシーモードとセキュリティー面の一層の充実が図られている。
| 主な対応サービス           | 主な対応サービス                    | 主な対応サービス         | 主な対応サービス                       |
| -------------------------- | ----------------------------------- | ------------------------ | -------------------------------------- |
| DCMX／おサイフケータイ     | うた・ホーダイ                      | 着うたフル／着うた       | デジタルオーディオプレーヤー(WMA)(AAC) |
| 直感ゲーム／メガiアプリ    | Music&Videoチャネル／ビデオクリップ | 3Gローミング             | プッシュトーク                         |
| FOMAハイスピード           | GPS／ケータイお探し                 | デコメール／デコメ絵文字 | iチャネル                              |
| 着もじ                     | テレビ電話／キャラ電                | 電話帳お預かりサービス   | フルブラウザ                           |
| おまかせロック／バイオ認証 | 外部メモリーへiモードコンテンツ移行 | トルカ                   | iC通信／iCお引越しサービス             |
| きせかえツール／マチキャラ | バーコードリーダ／名刺リーダ        | 2in1※                    | エリアメール                           |

※BモードのメールはWebメールとなる。

## メーカーによる宣伝
テレビコマーシャル及びカタログ、前モデルのF903iに続き、木村拓哉が出演。アメリカンダイナーで子供とのやり取りを描き、横モーション機能やワンセグ機能に対応したことについて強調している。

## 歴史
- 2007年3月8日 - 技術基準適合証明（TELEC）通過
- 2007年3月12日 - 電気通信端末機器審査協会（JATE）通過
- 2007年4月23日 - 開発発表
- 2007年6月1日 - 発売開始
- 2008年6月3日 - ソフトウェアアップデート

## 不具合
2008年6月3日に以下の不具合の修正がソフトウェアの更新でなされた。
- iアプリDX以外のiアプリ利用時に、GPSで測位した位置情報が通知できてしまう場合がある